# مقاطعة وين (إلينوي)
مقاطعة وين (بالإنجليزية: Wayne County)‏ هي إحدى المقاطعات في ولاية إلينوي في الولايات المتحدة الأمريكية.

## معرض صور

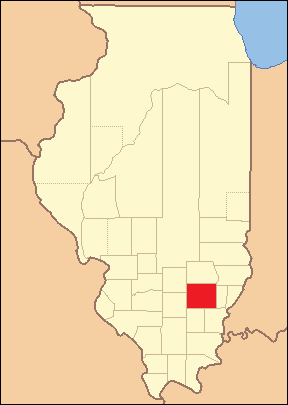
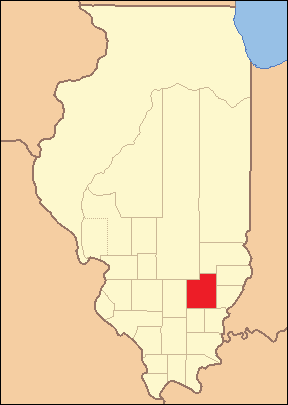
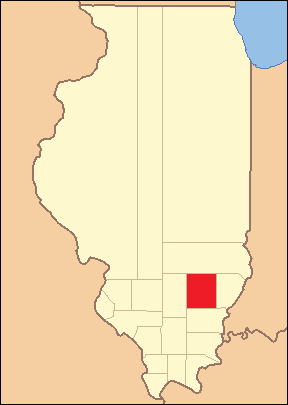